# Caloundra West
Caloundra West är en del av en befolkad plats i Australien. Den ligger i kommunen Sunshine Coast och delstaten Queensland, omkring 75 kilometer norr om delstatshuvudstaden Brisbane.
Närmaste större samhälle är Caloundra, nära Caloundra West. Genomsnittlig årsnederbörd är 1 778 millimeter. Den regnigaste månaden är januari, med i genomsnitt 345 mm nederbörd, och den torraste är september, med 40 mm nederbörd.